# Józef Kalasanty Dzieduszycki
Józef Kalasanty Dzieduszycki herbu Sas (ur. 3 lipca 1776, zm. 19 czerwca 1847 we Lwowie) – hrabia, wojskowy, założyciel Biblioteki Poturzyckiej Dzieduszyckich, bibliofil, kolekcjoner i działacz gospodarczy.

## Życiorys
Syn Tadeusza, brat Waleriana, Antoniego i Wawrzyńca.
Był kapitanem 1. Pułku Piechoty w 1809, a także komendantem grenadierów 1. batalionu 13. Pułku Wojsk Księstwa Warszawskiego do 1810.
Posiadał majątki ziemskie: Poturzyca, Tarnawatka, Jaryszów, Boratyn, Tuligłowy, Żurawiczki i in.
W roku 1815 założył Bibliotekę Poturzycką, która później została połączona z Muzeum Imienia Dzieduszyckich we Lwowie.
Poślubił w 1816 roku Paulinę Działyńską, córkę Ksawerego Franciszka Działyńskiego, z którą miał syna Włodzimierza.
W 1821 uzyskał potwierdzenie tytułu hrabiowskiego w Kongresówce.